# Concòrdia de Monteagudo
La Concòrdia de Monteagudo, signada el 29 de novembre de 1291, entre Jaume II d'Aragó i Sanç IV de Castella tingué per finalitat la confirmació dels límits entre els regnes d'Aragó i Castella i el repartiment del nord d'Àfrica en àrees d'influència: el Marroc restava sota la influència de Castella i la Barbaria, a l'est del riu Muluia, era reconeguda com a zona d'influència aragonesa.